# Lista de prefeitos de Pracuúba
Esta é a lista de prefeitos do município de Pracuúba, estado brasileiro do Amapá.
| Nº | Nome                                                          | Imagem             | Partido                                          | Início do mandato     | Fim do mandato                           | Observações                            |
| 1  | Luís Carlos Araújo                                            |                    | Partido da Frente Liberal PFL                    | 1° de maio de 1992    | 31 de dezembro de 1996                   | Prefeito eleito em sufrágio universal. |
| 2  | Dorimar Neves Nunes (Amapá, 14.06.1967–)                      |                    | Partido Socialista Brasileiro PSB                | 1° de janeiro de 1997 | 31 de dezembro de 2000                   | Prefeito eleito em sufrágio universal. |
| 3  | Jonildo do Rosário Teixeira (02.09.1962–)                     |                    | Partido do Movimento Democrático Brasileiro PMDB | 1° de janeiro de 2001 | 31 de dezembro de 2004                   | Prefeito eleito em sufrágio universal. |
| 4  | José Belizio Dias Ramos (Amapá, 27.06.1938–)                  |                    | Partido Trabalhista do Brasil PTdoB              | 1° de janeiro de 2005 | 31 de dezembro de 2008                   | Prefeito eleito em sufrágio universal. |
| 5  | Mosaniel Passos dos Santos (Macapá, 10.05.1964–)              |                    | Partido do Movimento Democrático Brasileiro PMDB | 1° de janeiro de 2009 | 31 de dezembro de 2012                   | Prefeito eleito em sufrágio universal. |
| 6  | Antônio Carlos Leite de Mendonça Júnior (Macapá, 25.12.1968–) |                    | Partido dos Trabalhadores PT                     | 1° de janeiro de 2013 | 31 de dezembro de 2016                   | Prefeito eleito em sufrágio universal. |
| 7  | Belize Conceição Costa Ramos (Amapá, 08.12.1966–)             |                    | Partido da República PR                          | 1° de janeiro de 2017 | 31 de dezembro de 2020                   | Prefeita eleita em sufrágio universal. |
| 8  | Antônio Carlos Leite de Mendonça Júnior (Macapá, 25.12.1968–) |                    | Republicanos REP                                 | 1° de janeiro de 2021 | 31 de dezembro de 2024                   | Prefeito eleito em sufrágio universal. |
| 8  | Antônio Carlos Leite de Mendonça Júnior (Macapá, 25.12.1968–) | União Brasil UNIÃO | 1° janeiro de 2025                               | Atualidade            | Prefeito reeleito em sufrágio universal. |                                        |